# Maksud Syundyukle
Maksud Syundyukle (em tártaro:  Максуд Сөндекле, nome verdadeiro Sadyk Mubinovich Maksudov em tártaro:  Садыйк Мөбин улы Максудов, 1904 — 1981) foi um poeta e tradutor tártaro - basquir. 

## Biografia
Maksud nasceu em 2 de setembro de 1904 na aldeia de Syundyukovo (atual Distrito de Tetyushsky, Tartaristão). 
Ele recebeu sua educação primária na Madraça de sua cidade natal. Em 1924, ele foi para Donets, onde começou sua vida profissional como trabalhador na primeira mina "Artemugol" na cidade de Artemovsk. Em 1925-1927, ele estudou na escola do partido soviético em Artemovsk e, depois de se formar, trabalhou por três anos como professor na mina Shcherbinovsky, reduzindo o analfabetismo entre os trabalhadores de nacionalidades basquires e tártaros.
Membro do PCUS desde 1930. Entre 1931 e 1935, trabalhou como funcionário literário no jornal tártaro "Пролетар" ("proletário", Donetsk).
Trabalhou como jornalista e funcionário literário do Comitê Republicano da Rádio sob o Conselho de Comissários do Povo de Bashkir ASSR. Ele era membro da Associação dos Escritores de Basquir ASSR desde 1937. 
Em 1941-43, ele serviu nas fileiras do Exército Vermelho e participou das batalhas da grande guerra de pátria. Após a guerra, ele trabalhou como funcionário literário da equipe editorial da revista "Әдәби Башкортостан" e em jornais nacionais. 
Em 1971, o nome do poeta foi introduzido no livro de honra da cidade de Ufá. Em 1975, ele recebeu o título de "Honorável Trabalhador da Cultura de Bashkir". 
Ele morreu em 23 de outubro de 1981 em Ufá. Uma placa comemorativa foi instalada na rua Blyukher 6/1, onde ele morava. O túmulo do poeta está no cemitério muçulmano. 

## Atividade criativa
Seu interesse pela literatura despertou quando ele começou a frequentar um círculo literário na revista "Zaboy", sob a orientação do famoso escritor Boris Gorbatov. Então, em 1925, apareceram seus primeiros poemas, publicados pelo jornal "Этче" ("Trabalhador") e pela revista "Ять этче" ("Jovem trabalhador"), publicada no tártaro em Moscou.
Ele também era conhecido como tradutor das obras de Alexandre Pushkin, Mikhail Lérmontov, Robert Burns, Mikhail Isakovsky e outros, incluindo a tradução dos poemas "Vasily Terkin", de Aleksandr Tvardovsky, e "Os Doze", de Aleksandr Blok, na língua basquir.
Ele escreveu seus trabalhos nas línguas basquir e tártaro, seus poemas também foram publicados em russo (tradução de Nikolai Milovanov), ucraniano (tradução de Valentin Lagoda (Reino Unido)) e cazaque. Ele é autor de 53 livros publicados em Ufá, Cazã, Moscou e Donetsk.  